# Dipsacaster
Dipsacaster is een geslacht van kamsterren uit de familie van de Astropectinidae.

## Soorten
- Dipsacaster anoplus Fisher, 1910
- Dipsacaster antillensis Halpern, 1968
- Dipsacaster borealis Fisher, 1910
- Dipsacaster diaphorus Fisher, 1913
- Dipsacaster eximius Fisher, 1905
- Dipsacaster farquharsoni Macan, 1938
- Dipsacaster grandissimus Goto, 1914
- Dipsacaster imperialis Fisher, 1917
- Dipsacaster laetmophilus Fisher, 1910
- Dipsacaster magnificus (H.L. Clark, 1916)
- Dipsacaster nesiotes Fisher, 1905
- Dipsacaster pentagonalis Alcock, 1893
- Dipsacaster pretiosus (Döderlein, 1902)
- Dipsacaster sagaminus Hayashi, 1973
- Dipsacaster sladeni Alcock, 1893